# Projecteur de source
 (janvier 2023).
Si vous disposez d'ouvrages ou d'articles de référence ou si vous connaissez des sites web de qualité traitant du thème abordé ici, merci de compléter l'article en donnant les références utiles à sa vérifiabilité et en les liant à la section « Notes et références ».
 (janvier 2023).

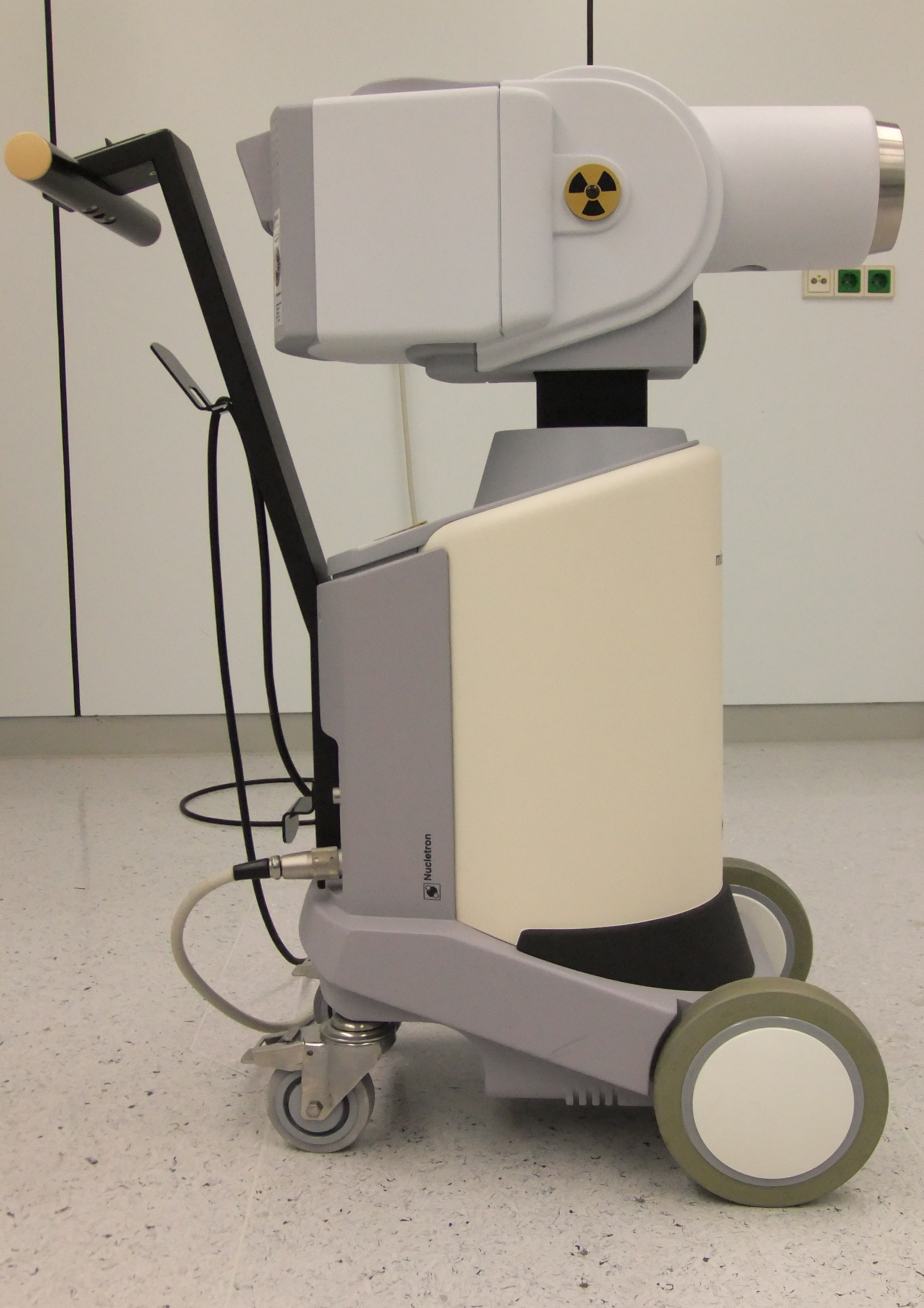
Un projecteur de source.

Un projecteur de source est un compartiment blindé contenant une source émettrice de rayons gamma de haute activité. Un dispositif permet de contrôler la sortie de cette source à distance, afin de ne pas être irradié. Cet appareil est utilisé dans certains traitements de curiethérapie ou lors de contrôles non destructifs pour réaliser des gammagraphies.